# Ilona (Schiff)
Die Ilona ist eine 73,69 m lange Yacht im Besitz des australischen Geschäftsmannes Frank Lowy. 
Sie wurde von Redmann Whiteley Dixon entworfen und von der niederländischen Amels-Werft in Makkum, einer Tochter der Damen Shipyards Group, gebaut.

## Geschichte
Die Ilona ist schon ist die vierte Yacht des Eigners mit diesem Namen. Die ersten beiden wurden von dem Amerikaner Jack Hargrave entworfen und in Australien gebaut. Das Design der dritten Ilona stammt von dem Briten Ed Dubois. Sie wurde 1999 fertiggestellt und hat eine Länge von 45 Metern.

## Ausstattung
Die Yacht wird von zwei 1865 kW starken Caterpillar-Motoren angetrieben und hat eine Reisegeschwindigkeit von 16 Knoten.
Zur Ausstattung der Ilona gehören ein 14-sitziges Kino, zwei 9,5 m lange Beiboote und ein Hubschrauber. Auf der Yacht stehen sechs Kabinen für bis zu 16 Gäste zur Verfügung. Eine Besonderheit ist der Helikopter-Landeplatz am Heck der Yacht. Dieser lässt sich inklusive des Helikopters vollständig im Heck versenken.